# ノイエンキルヒェン (シュタインフルト郡)
ノイエンキルヒェン (ドイツ語: Neuenkirchen, 低地ドイツ語: Nienkiärken) は、ドイツ連邦共和国ノルトライン＝ヴェストファーレン州ミュンスター行政管区のシュタインフルト郡に属す町村（以下、本項では便宜上「町」と記述する）である。

## 地理

### 位置
ノイエンキルヒェンは、ノルトライン＝ヴェストファーレン州の北西端に位置し、ニーダーザクセン州と境を接している。トイトブルクの森の西の支脈であるティーベルクが町域を東西に横切っている。ここに町域の最高地点にあたる海抜 84 m のデルパー・ベルクが位置している。南から北に伸びるミュンスターラント砂礫帯が街の西部を特徴付けている。このザーレ氷期の堆積物に沿って多くの松林やかつての浚渫湖が存在する。なかでも広さ 50 ha のオフルマー・ゼーは、ミュンスターラントの公園風の光景を補完し、レジャーに利用されている。フリシュホーフバッハ川が町域の南部をエムス川方向へ流れている。町の南西部にはデュスターバッハ川が北西に向かって流れており、マックスハーフェンとオフルム集落との間でシュタインフルター・アー川に合流する。町の中心付近でヴァムバッハ川とオフルマー・リン川が湧出している。ヴァムバッハ川が東のエムス川に向かって流れるが、オフルマー・リン川は西に向かい、シュタインフルター・アー川に注ぐ。

### 隣接する市町村
ノイキルヒェンは、北東はライネ、南東はエムスデッテン、南はシュタインフルト、西はヴェットリンゲンと境を接する。北はニーダーザクセン州の町ザルツベルゲンと接している。

### 自治体の構成
- ドルフバウアーシャフト（ノイキルヒェン）
- ランダーズム
- オフルム
- ザンクト・アルノルト
- ズトルム＝ハルム

## 歴史
現在の町の中心部の名称は、元は Snedwinkel または Snedwinkela であった。これは、おそらく 「Schnittwinkel」=「交角」を意味しており、ブルジバントとスコピンガウとの間にあたる立地に由来する。当時 Snedwinkel（スネトヴィンケル）村は政治上および教会上ライネに属していた。かつての「スネトヴィンケラ実科学校」や現在の「スネトヴィンケル通り」がこの名前を冠している。
最初の文献記録は1247年に見られる。この文書でミュンスター司教ルドルフは、スネトヴィンケルに新しい教会 (Neue Kirche) の建設を許可した。これがノイエンキルヒェン (Neuenkirchen) という地名の由来である。他の地図に記載された Nyenkerken という名称からは、現在の方言名「Nienkiärken」が生じた。
この最初の教会の集落には、その後少なくとも2代の後継教会が建設された。現在の聖アナ教会は、アンダーナッハのマリエン教会やマリア・ラーハ修道院教会をモデルに1896年から1899年にネオロマネスク様式で建設され、カトリックの教区教会として利用された。
1975年1月1日に旧メーズム町の小さな一部（10 ha、当時の人口 11人）とライネのエムス左岸（1,000 km2、当時の人口 55人）がノイキルヒェンに合併して、町域は拡大した。

## 住民

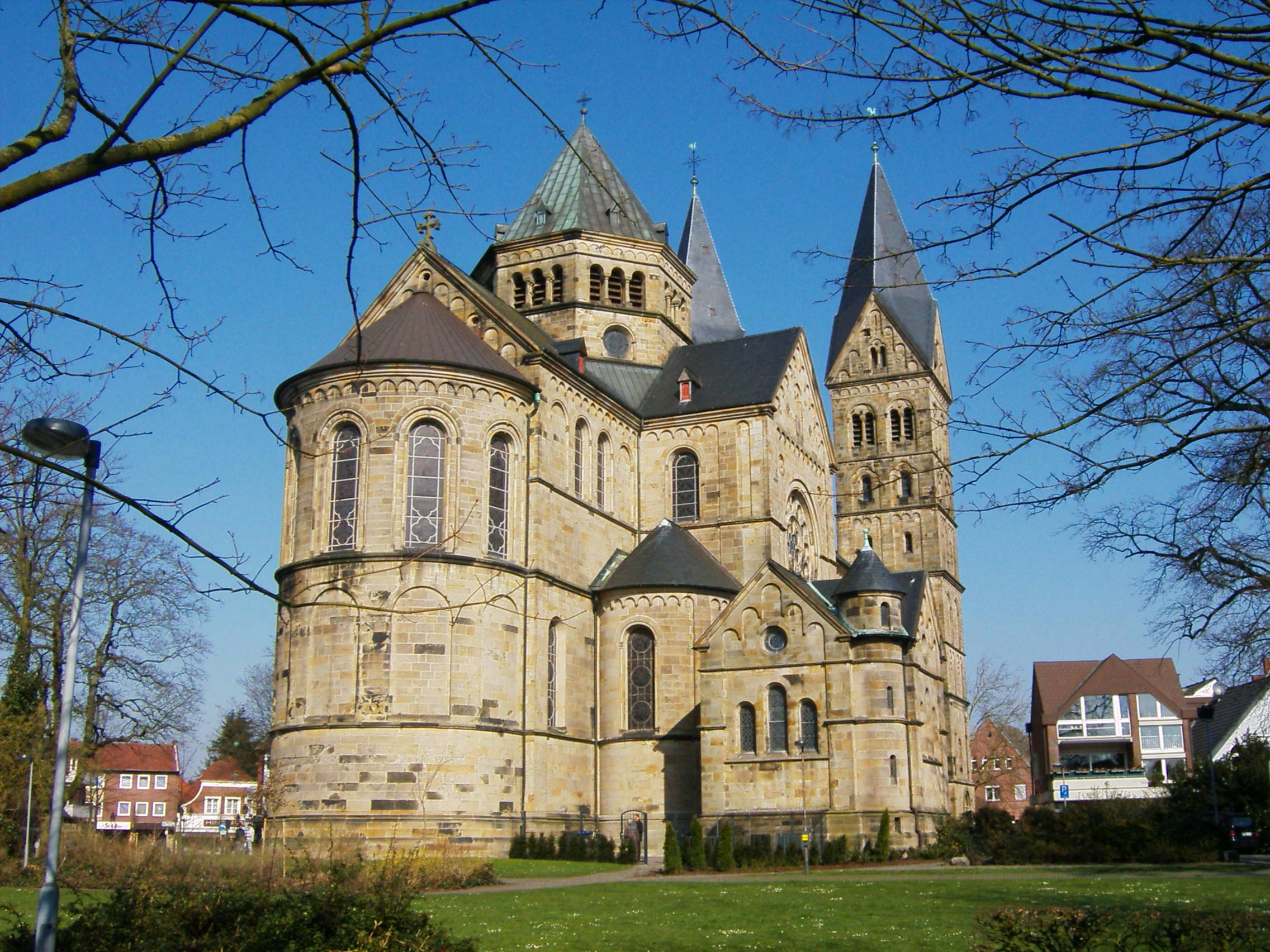
聖アナ教会

### 宗教
住民の大多数がローマ＝カトリックを信仰している。教区組織は聖アナの名前を冠している。町の景観を形成している聖アナ教会とザンクト・アルノルト地区の聖ヨーゼフ教会はこの教区組織に属している。また、アントニウス修道院で定期的に礼拝が行われている。
この町の福音主義住民は、エムスデッテナー通りの恩寵教会で礼拝を行っている。
近年、主に移民のため、正教徒信者やムスリムもいる。
- ザンクト・アルノルトの聖ヨーゼフ教会
- ノイエンキルヒェン恩寵教会

## 行政

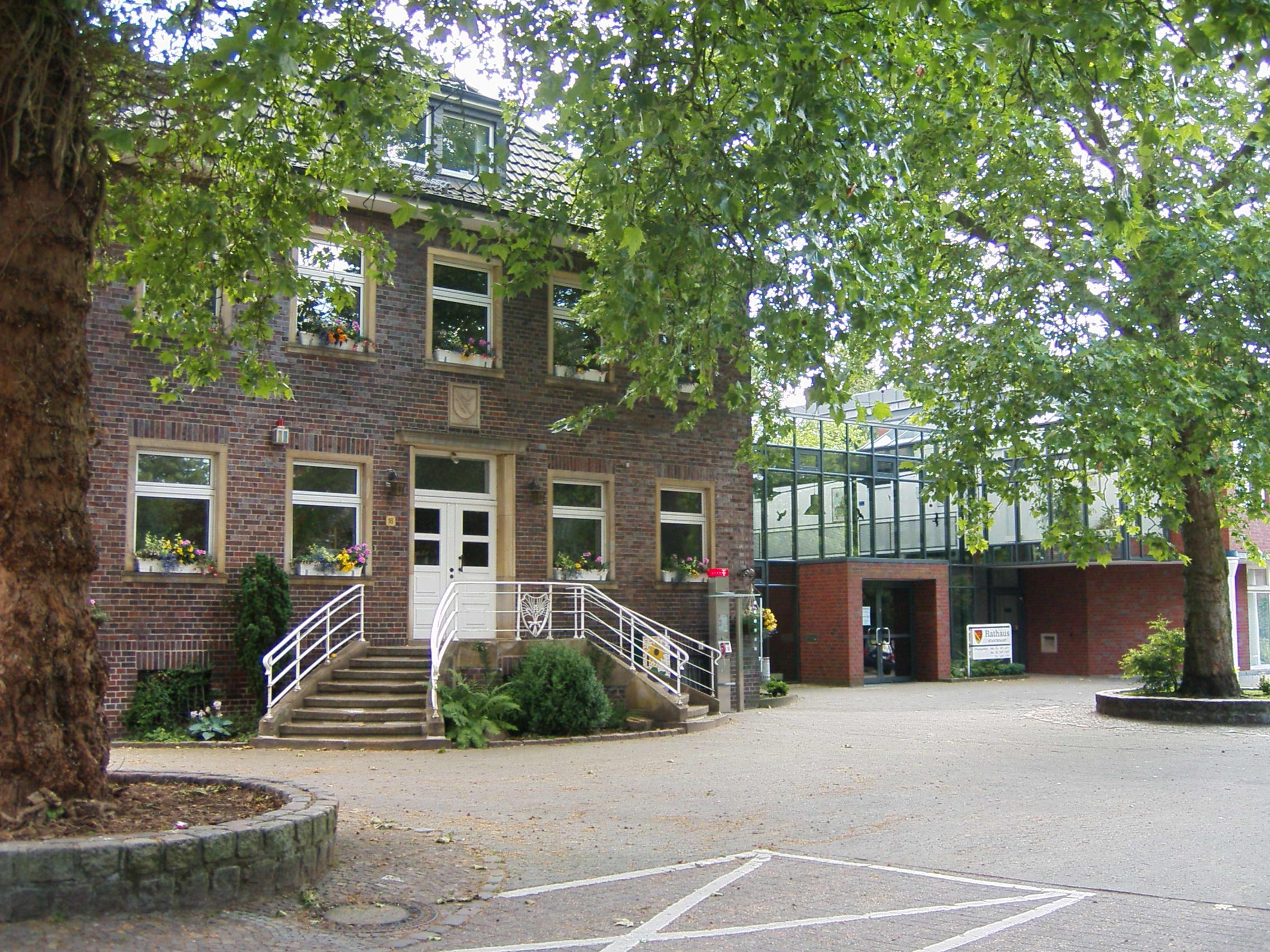
ノイエンキルヒェンの町役場

### 議会
ノイエンキルヒェンの町議会は26議席からなる。

### 首長
名誉職時代:
- 1945年 - 1946年: カール・エーファース（イギリス占領政府による委託）
- 1946年: ベルンハルト・アルバース
- 1946年 - 1951年: ヨーゼフ・ゴトケ (CDU)
- 1951年 - 1975年: ベルンハルト・ローレンベック (CDU)
- 1975年 - 1979年: ヴァルター・シュミッデム (CDU)
- 1979年 - 1993年: トニウス・ヴァイラント (CDU)
- 1993年 - 1994年: ハインツ・シュールマン (CDU)
- 1994年 - 1999年: カール・ベルニング (SPD)

専任町長:
- 1999年 - 2009年10月20日: ヴォルフガング・ヒュッペ （無所属）
- 2009年10月21日 - : フランツ・メレリング (CDU)

### ゲマインデディレクトール
- 1946年 - 1960年: アルベルト・バーヴィング
- 1960年 - 1972年: ヨーゼフ・クライエンシュルテ
- 1972年 - 1994年: ペーター・ニーマン
- 1994年 - 1999年: ヴォルフガング・シュトロトマン

ノルトライン＝ヴェストファーレン州の郡の行政改革に伴い、1999年にゲマインデディレクトールの職は廃止された。

### 紋章
この町は1939年から紋章を使用している。
図柄: 波状の分割線で斜めに赤地と金地に二分割。上部は、束ねられた3本の真っ直ぐな金の穂。下部は、斜めに置かれた赤い杼。
解説: この町の紋章は、現在も町内に遺されているマックス＝クレメンス運河の位置を示している。さらに農業と地元の紡績産業を表現している。赤と金の配色は、旧領主のシュタインフルト伯の紋章に由来する。

### 姉妹自治体
- ハイエローデ（ドイツ語版、英語版）（ドイツ、テューリンゲン州ジュートアイヒスフェルト（ドイツ語版、英語版）の地区）

オランダのヘンゲロー との姉妹自治体関係は、この町がブロンクホルスト市に合併したことで解消された。

## 経済と社会資本

### 上水道
上水道は、ノイエンキルヒェン町施設局 GmbH によって運営されている。

### 経済
ノイエンキルヒェンには3つの大きな商工業地区がある。いずれの地区においても2014年に光ファイバーによる高速インターネット網が整備された。

#### 北部商工業地区
北部商工業地区はライナー通り（郡道 K60号線）とザルツベルゲナー通り（K66号線）沿いに位置している。この地区内には、ディーゼル通りが通っている。ディーゼル通り沿いには町のリサイクル施設がある。
2013年からこの商工業地区の第4期拡張工事 (7.2 ha) が行われている。ザルツベルゲナー通りの西には、ダイムラー通りとジーメンス通りが通っている。

#### 南部商工業地区
ノイエンキルヒェンの最も古い商工業地区で、連邦道 B70号線、エムスデッテナー通り（州道 L583号線）、ブルクシュタインフルター・ダムに面している。この商工業地区内をエルレン通り、エッシェン通り、ウルメン通り、アム・ヴァムバッハ通りが通っている。

#### ザンクト・アルノルト商工業地区
この商工業地区は、ザンクト・アルノルト地区のエムスデッテナー通り（L583号線）沿いに位置している。2014年から南側の拡張工事が行われている。

### 教育

#### 学校
- 基礎課程学校: ヨーゼフシューレ、ルーゲリシューレ、ティーシューレ
- ゼクンダーシューレ: エミー＝ネーター＝シューレ
- ギムナジウム: アルノルト＝ヤンセン＝ギムナジウム
- 市民大学 / オホトルプ、ノイエンキルヒェン、メテレン、ヴェットリンゲン目的連合

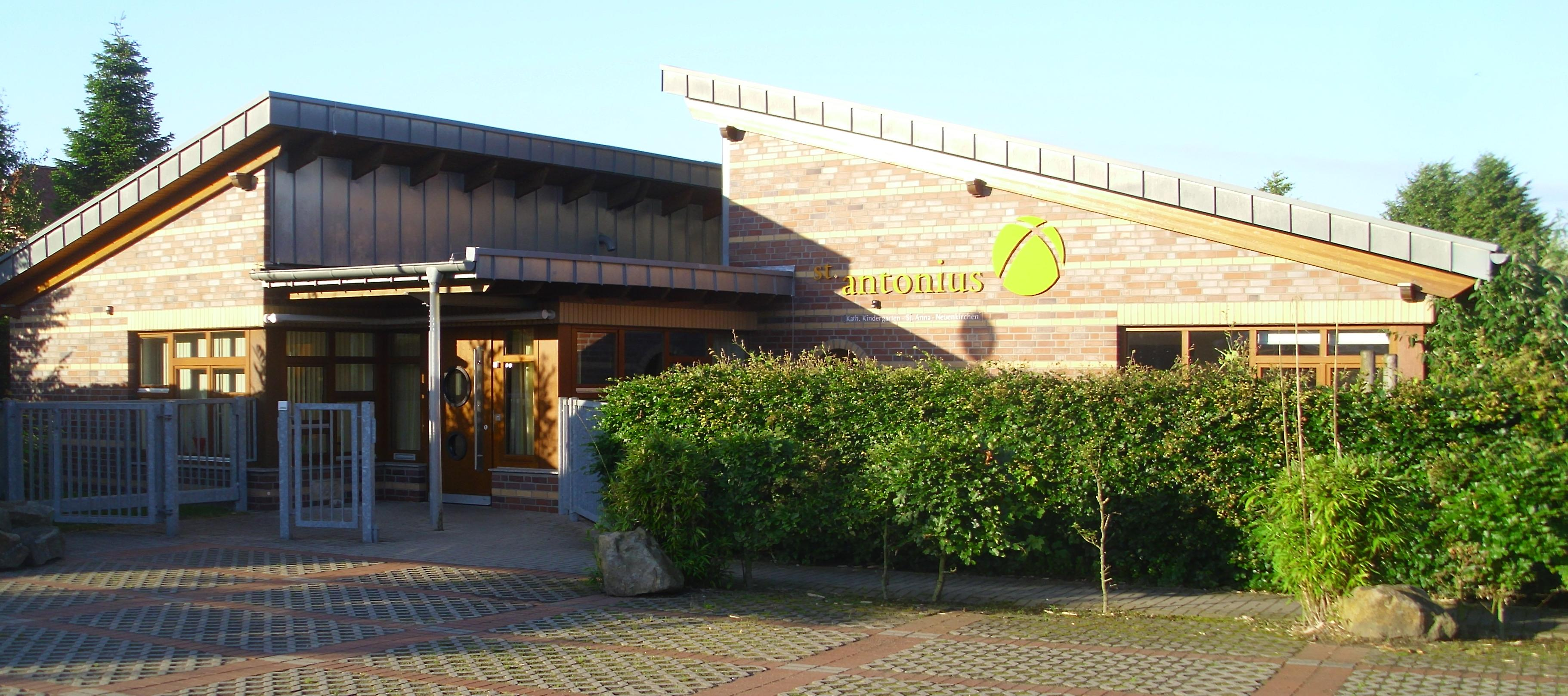
ノイエンキルヒェン聖アントニウス幼稚園

#### 幼稚園
ノイエンキルヒェンには、幼稚園が9園ある。
- カトリック教会が運営する幼稚園が 4園: 聖アントニウス、聖ヨーゼフ、クライネ・フロインデ、ハンド・イン・ハンド
- ドイツ赤十字が運営する幼稚園が 2園: コラレンリフ、ツヴァーゲンブルク
- カリタス会が運営する幼稚園が 2園: アーベントイアーラント、プステブルーメ
- jfdが運営する幼稚園が1園: ホッペトッセ

聖ヨーゼフ幼稚園およびコラレンリフ幼稚園はファミリーセンターでもある。ノイエンキルヒェンで特筆すべきは、すべての幼稚園が加盟するファミリーセンター組織網の存在である。

### 交通

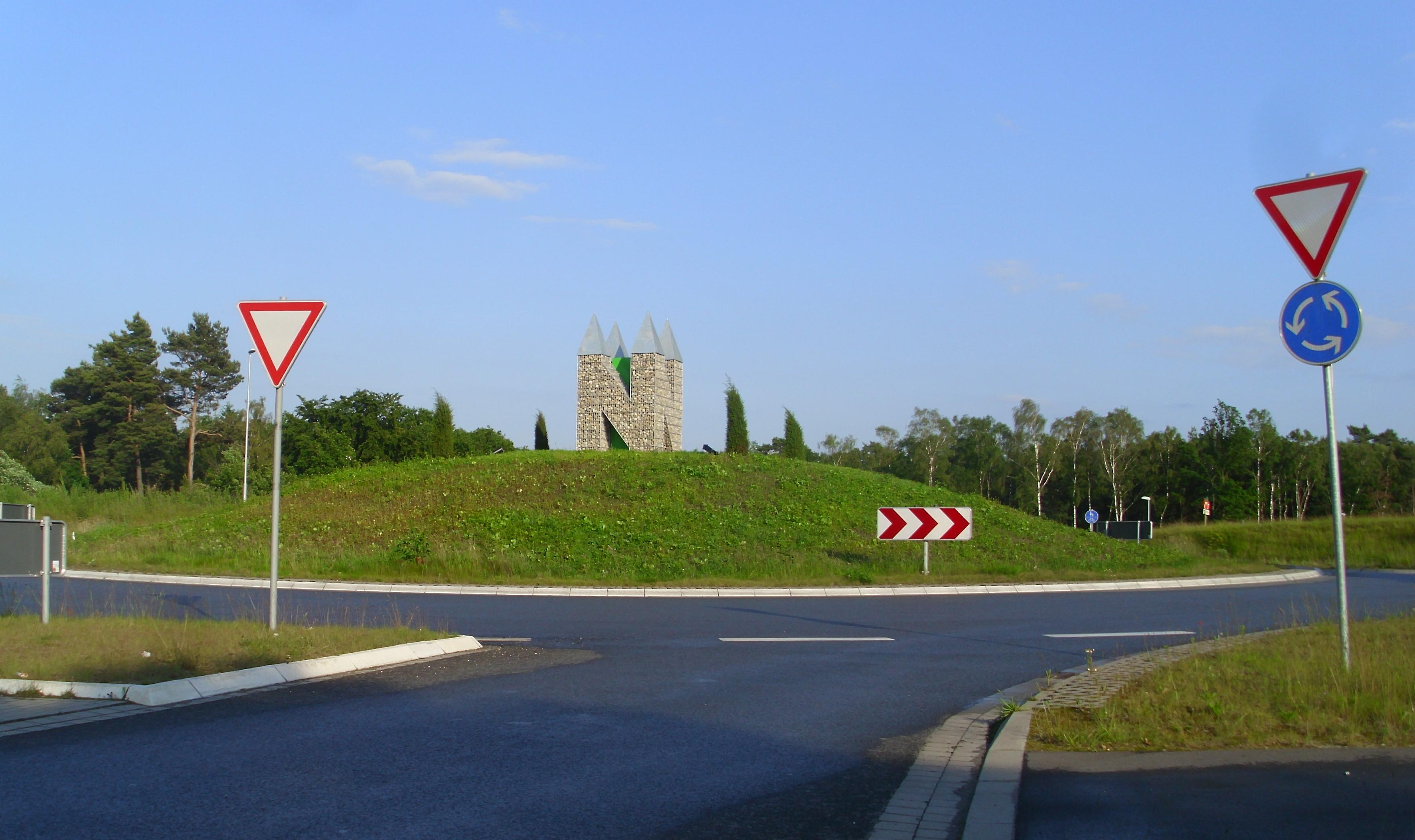
州道 L580号線の起点と連邦道 B54号線が交差する環状交差点

#### 道路
連邦道 B70号線は、自動車道路としてこの町と、その北を通るアウトバーン A30号線とを結んでいる。さらに南方面では、州道 L580号線（旧連邦道 B499号線）と連邦道 B54号線がアウトバーン A1号線および A31号線に接続している。

#### バス
バスはミュンスターラント地方交通によって運営されている。以下の路線がある。
- R80 ライネ - ノイエンキルヒェン - ヴェットリンゲン - シュタインフルト[6]
- 182 ライネ - ノイエンキルヒェン - ヴェットリンゲン - オホトルプ - グローナウ（ドイツ語版、英語版）[7]
- 184 ライネ - ハウエンホルスト - ノイエンキルヒェン - ザンクト・アルノルト - シュタインフルト[8]
- 185 ノイエンキルヒェン - ザンクト・アルノルト - エムスデッテン[9]
- 2017年7月3日からザンクト・アルノルトおよびその他の地域と町の中心部を徒結ぶコミュニティーバスが運行している[10]。

#### 鉄道
7 km 離れたライネ駅からドイツ鉄道の鉄道網に接続する。

#### 船舶
最寄りの内陸港はライネにあるドルトムント＝エムス運河の港である。この港へは B70号線およびA30号線経由で20分で到着できる。

#### 航空
最寄りの国際空港は、グレーヴェンのミュンスター/オスナブリュック空港である。約 25 km の距離にあり、自動車で約20分で到着できる。

## 文化と見所

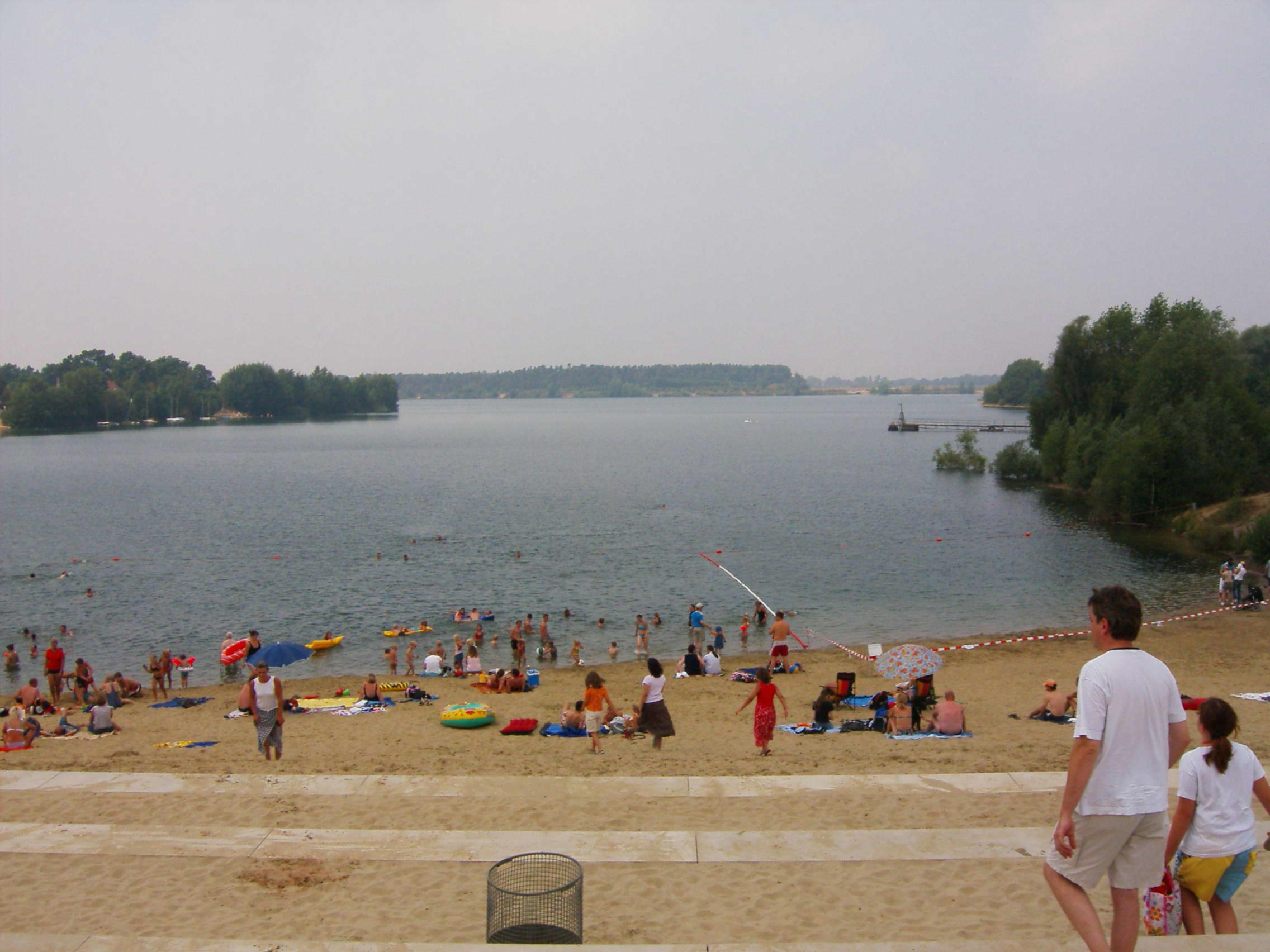
オフルマー湖

### 見所
- カトリックの聖アナ教会
- 近郊レジャー地オフルマー湖

### 音楽
- 音楽学校 / オホトルプ、ノイエンキルヒェン、メテレン、ヴェットリンゲン目的連合

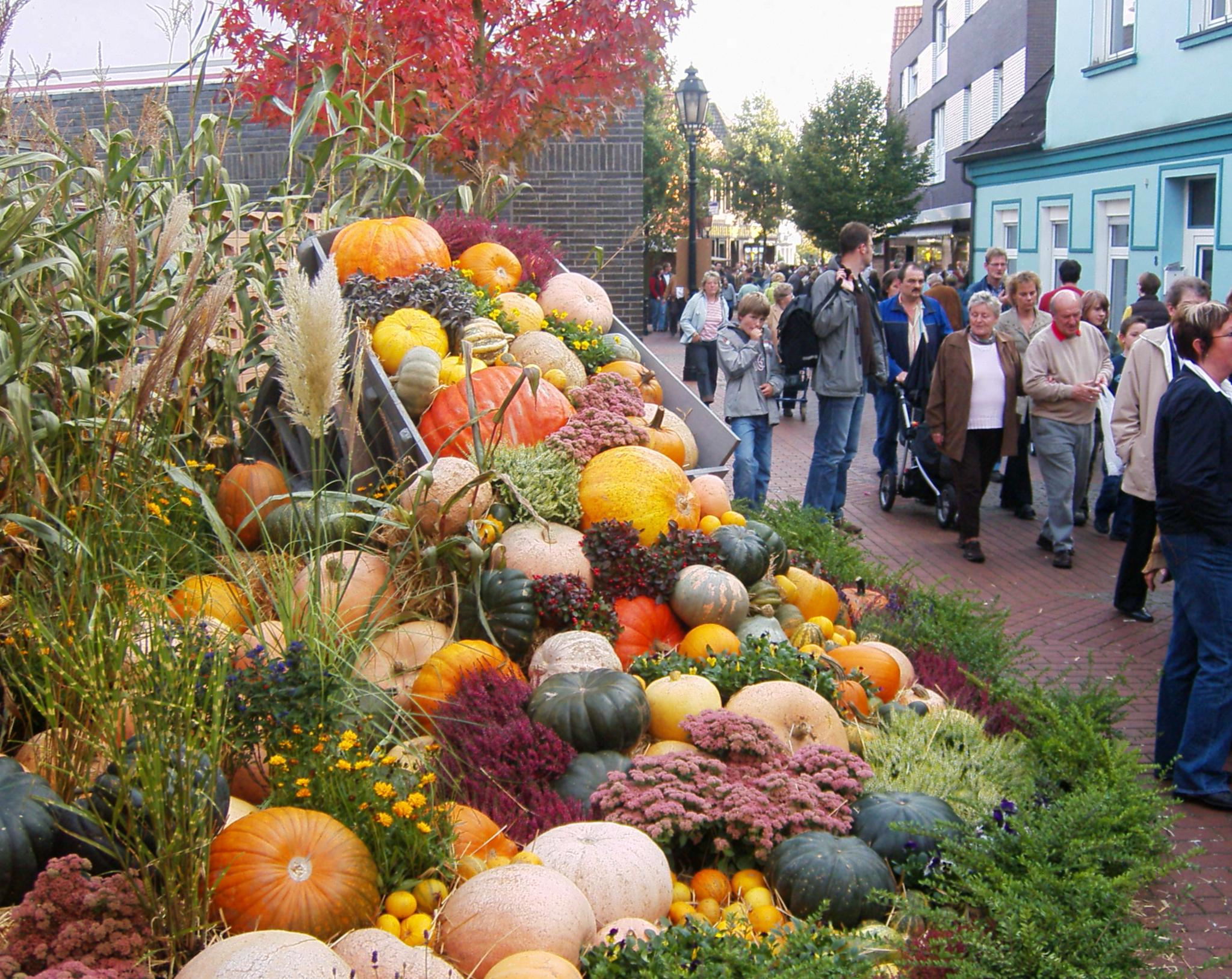
カボチャ祭（2007年）

### 年中行事
- 春のノミの市、復活祭の最終土曜日
- オールドタイマーの日曜日、5月の第1日曜日
- こどもの日、6月
- ノイエンキルヒェンのキルメス[訳注 1]、8月の第3週末
- 夏の市民レース
- カボチャ祭、10月
- パッケントレーガーマルクト（直訳: 運送業者市）、11月

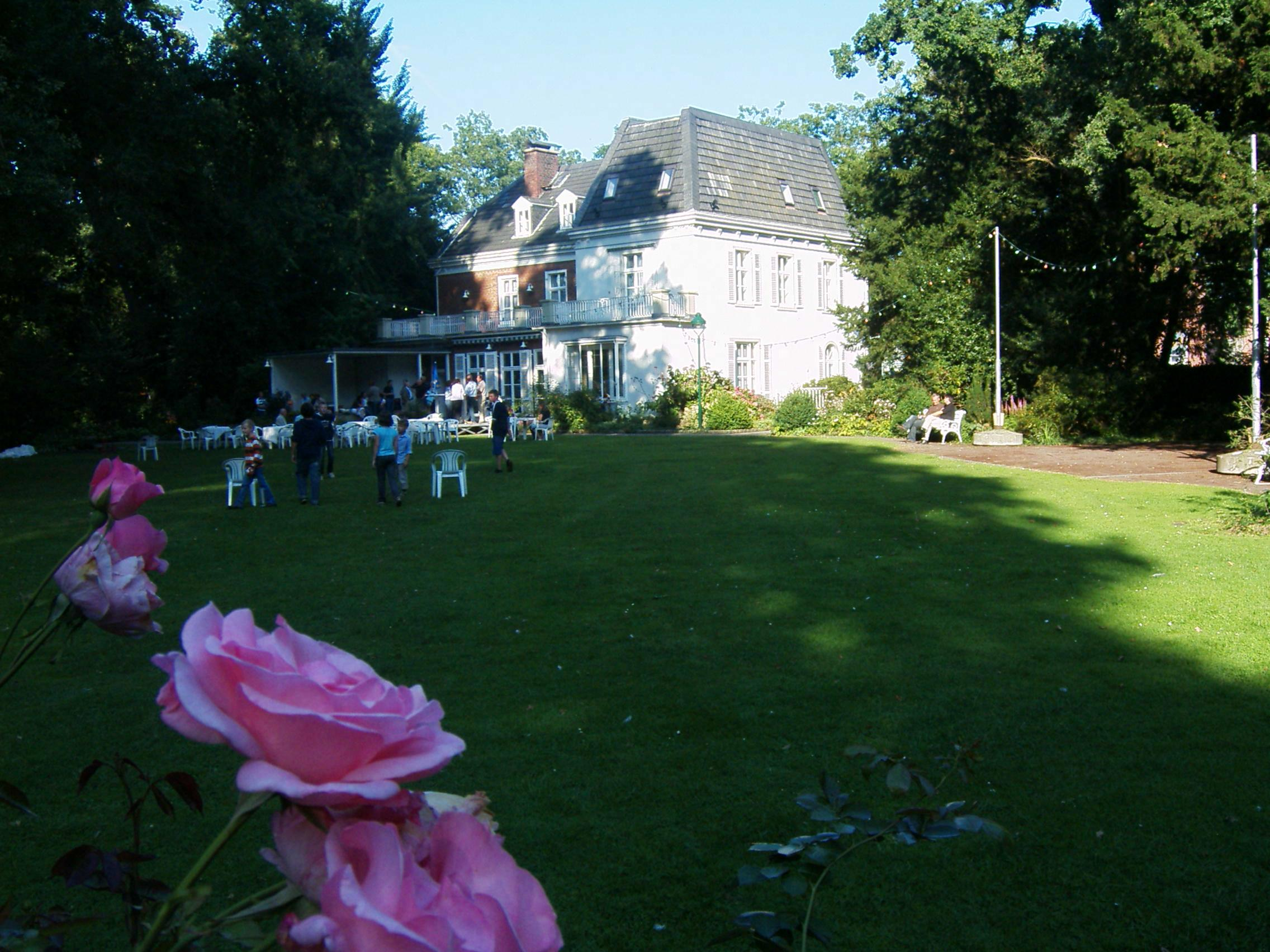
交流センター「ヴィラ・ヘッキング」

- シュテルンターラーマルクト、12月

### 公共施設
- 交流センター「ヴィラ・ヘッキング」[11]
- 公共図書館（カトリック聖アナ図書館、カトリック聖ヨーゼフ図書館）
- 青少年センター「マク・フライ」
- 青少年センター「タンテ・ユー」
- ネットワーク・ファミリーセンター[12]

### スポーツ

#### タンツコルプス・ローテ・フザーレン・ノイエンキルヒェン
この町の看板とも言うべき、連邦中で有名な団体が「タンツコルプス・ローテ・フザーレン・ノイエンキルヒェン」（直訳: ノイエンキルヒェン赤い軽騎兵舞踊団）である。50年以上前から存在するこの団体は、謝肉祭のダンス競技会で何度もドイツ・チャンピオンになっている。直近では2018年にも優勝している。

#### スポーツクラブ
この町には2つの大きなスポーツクラブがある。SuS ノイエンキルヒェンと TuS ザンクト・アルノルトである。

##### サッカー
ノイエンキルヒェンで最も有名なサッカークラブが SuS ノイエンキルヒェンである。その第1チームは、2012年から5番目のリーグであるヴェストファーレンリーガに参加している。ホームゲームはヴァルトシュターディオンで開催される。このクラブには、バドミントンや卓球などその他の競技部門もある。
ザンクト・アルノルト地区には、TuS ザンクト・アルノルトがあり、サッカー部門やその他の競技部門（バドミントン、テニスなど）がある。

##### その他のスポーツ種目
- DLRG ノイエンキルヒェン/ヴェットリンゲン（ライフセービング）
- VSS ノイエンキルヒェン（射撃競技）
- 空手協会ノイエンキルヒェン（空手）
- ZRFV ノイエンキルヒェン（乗馬）
- TC グリューン＝ヴァイス・ノイエンキルヒェン（テニス）
- ザンクト・フゲルトゥス・ウルムカー（乗馬）

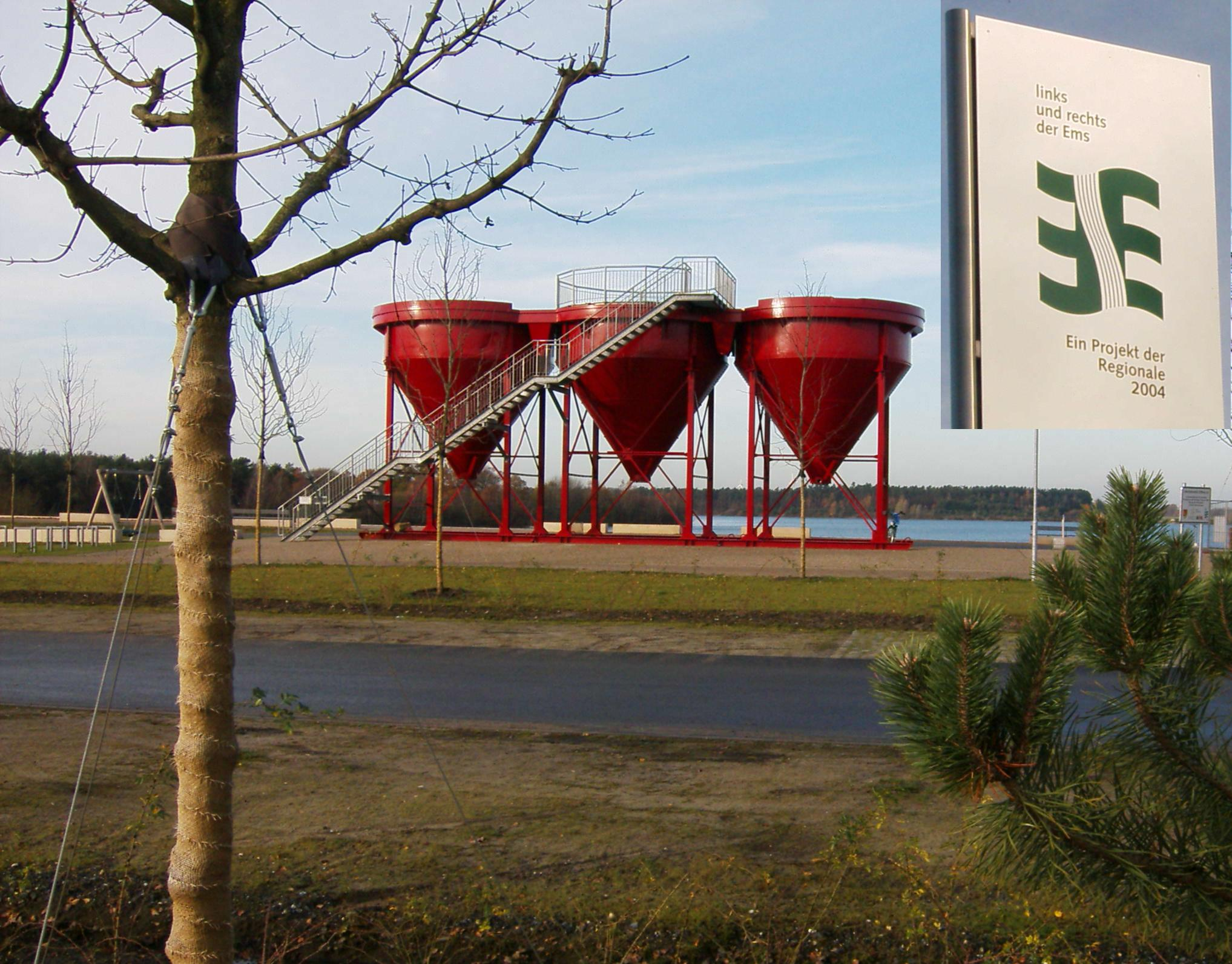
オフルマー湖畔のトリヒター塔

- マルガレーテンホーフ（乗馬）

### アトラクション
レギオナーレ 2004 プロジェクト「シュプルング・ユーバー・キースバンク」: オフルマー湖畔に湖畔の遊歩道、水浴場、展望台としてのトリヒター塔、ジョギングコース、周回遊歩道（オフルマー湖の周囲を回る 5.7 km の遊歩道）、湖畔のカフェ、遊技場・運動場が設けられた。近くの天然屋外プールへ続く道も整備されている。レギオナーレの枠組みで、考古学的な発掘作業が行われた。

## 人物

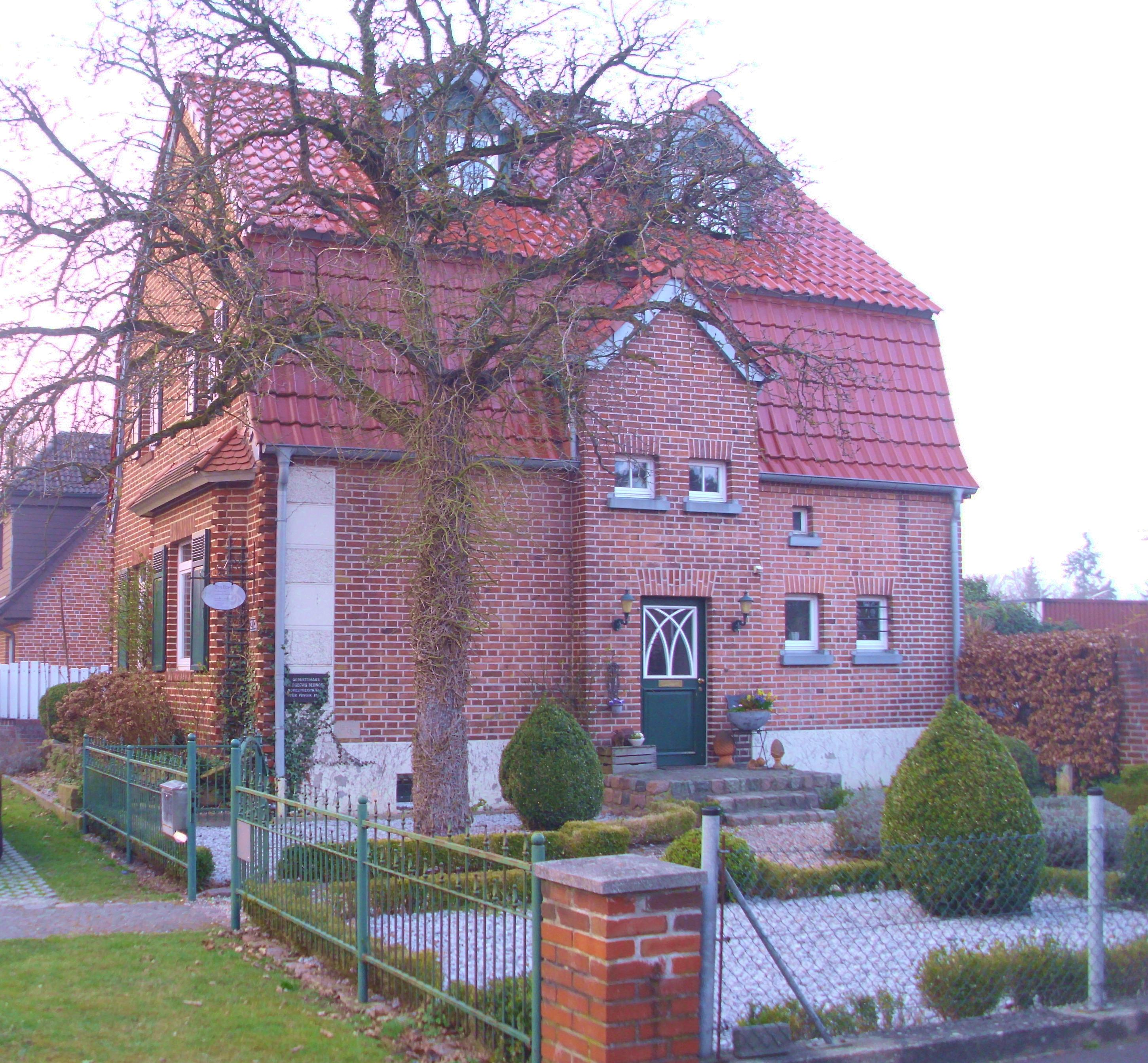
ベドノルツの生家

### 出身者
- ヨーゼフ・エッピング（ドイツ語版、英語版）（1835年 - 1894年）数学者、イエズス会士、天文学史家、古代オリエント学者
- アウグスト・ローリング（ドイツ語版、英語版）（1839年 - 1931年）神学者、反セム主義者
- ヨハネス・ゲオルク・ベドノルツ（1950年 - ）物理学者、鉱物学者。1987年ノーベル物理学賞受賞者。彼の名前を冠した通りがある（ゲオルク＝ベドノルツ通り）
- ハンス・ヴァイナー（1950年 - ）サッカー選手

## 関連文献
- Karl Evers (1947). Das Dorf entlang. Beiträge zur Heimatkunde von Neuenkirchen, Kreis Steinfurt. Band 1. Neuenkirchen
- Heinrich Fischer; Robert Wehmschulte (1997). 750 Jahre Neuenkirchen (1247–1997). Beiträge zur Geschichte der Gemeinde Neuenkirchen. Neuenkirchen
- Sebastian Kreyenschulte (2013). Namen und Orte. Neuenkirchener Namen im Spiegel ihrer Geschichte. Münster
- Robert Wehmschulte (1972). Unser Dorf – Eine kleine Heimatkunde. 725 Jahre Neuenkirchen. Neuenkirchen

これらの文献は、翻訳元であるドイツ語版の参考文献として挙げられていたものであり、日本語版作成に際し直接参照してはおりません。

## 訳注
1. ↑  キルメス (ドイツ語: Kirmes) は教会開基祭を起源とする民俗祭である。